# Yann Cunha
Yann Sainpy da Silva Cunha (Brasília, 22 de janeiro de 1991) é um ex-automobilista brasileiro, que competiu na World Series By Renault em 2012 e 2013.

## Biografia
Iniciou a sua carreira no automobilismo depois de uma rápida, porém vitoriosa, passagem pelo kart.
Começou a competir na Fórmula 3 Sul-Americana em 2008. Na temporada de estreia, disputou apenas algumas corridas e iniciou a preparação para a temporada 2009 – que marcou a disputa de seu primeiro campeonato completo no automobilismo.
Aos 18 anos, trabalhou junto à equipe Razia Sports no desenvolvimento do novo Dallara F309, que passou a equipar os carros da categoria, e, já na primeira etapa, em Brasília, foi segundo colocado. Cunha totalizou pontos e se colocou como quinto colocado.
Na Temporada de Fórmula 3 Sul-americana de 2010, correu pela equipe Bassan Motorsport, e foi declarado campeão após a prova em Interlagos, em que ele colidiu com seu rival Bruno Andrade e terminou à frente dele por dois pontos. Mas após uma longa disputa no STJD, Cunha acabou perdendo os pontos ganhos na última corrida, e assim ficando com o vice-campeonato, com o título indo para Andrade. Ganhou as 500 Milhas de Kart, em cima de nomes como Felipe Massa e Rubens Barrichello.

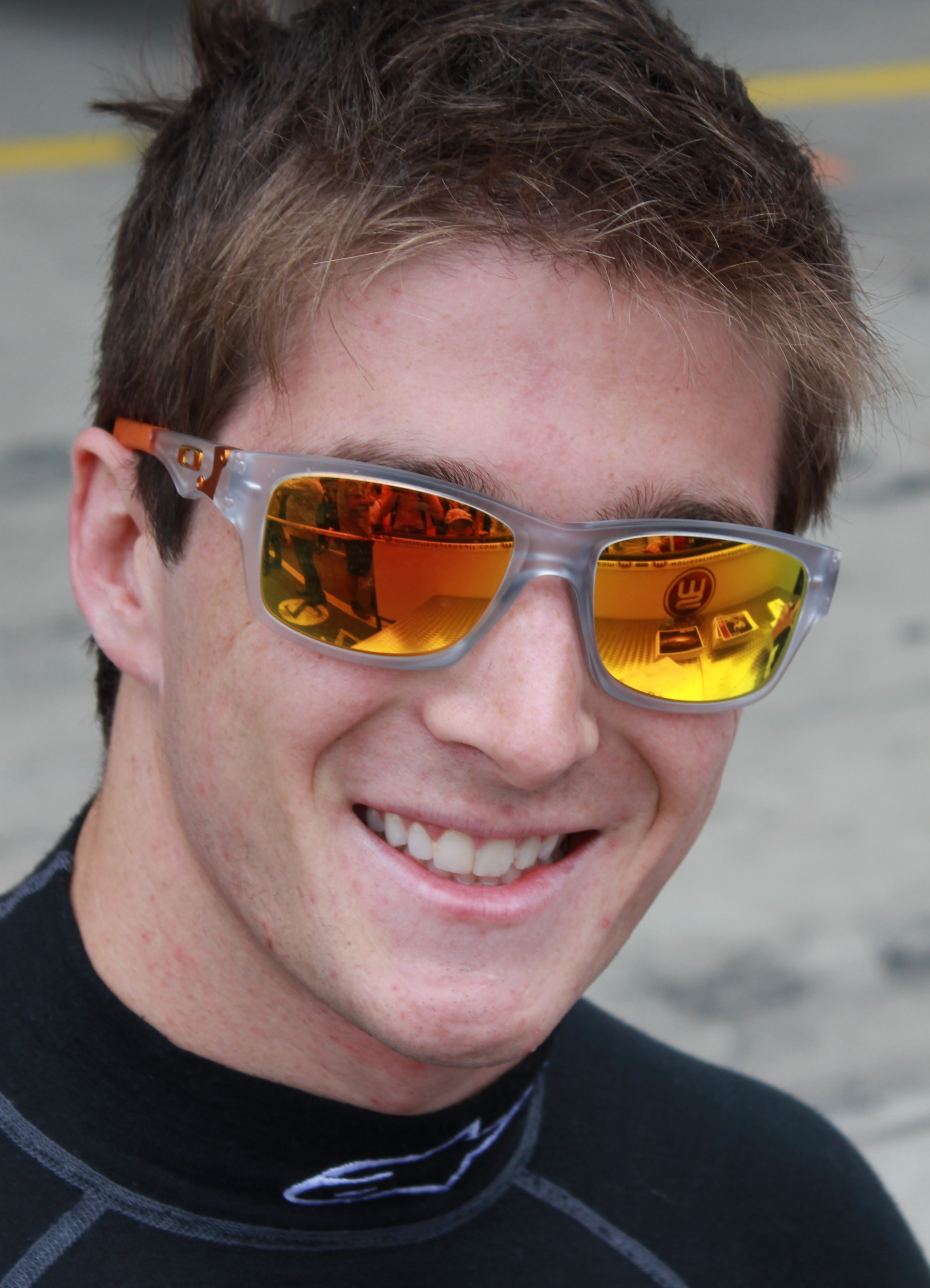
Cunha em 2012

No ano seguinte, Yann foi vice-campeão da F-3 Brazil Open, e mais tarde, foi para a Europa, onde disputou em 2011 os campeonatos da Fórmula 3 Inglesa e o European F-3 Open. Na F-3 Inglesa, correu pela T-Sport. Já na F-3 Open europeia, se destacou ao vencer uma prova em Portugal.
Em 2012, Yann disputou provas da Auto GP em Valência, onde não pontuou, e competiu regularmente na World Series by Renault, pela equipe Pons, ao lado do suíço Zoel Amberg, e o brasiliense foi o único piloto a fazer a temporada completa e não pontuar. Em 2013, Yann faz sua segunda temporada na WSR pela equipe AV Formula, sendo companheiro do francês Arthur Pic. Teve oito abandonos e ficou sem pontos, enquanto Pic foi oitavo colocado.
Em janeiro de 2014, participou de testes na Indy Lights no Chris Griffis Memorial, pela Sam Schmidt.
Afastou-se do automobilismo em 2015, ano em que se tornou sócio de seu irmão Marc em uma cervejaria.